# Twin Tribes
Twin Tribes — американський гурт у стилі дарк-вейв , започаткований у 2017 році в Браунсвіллі, штат Техас. Група являє собою дует Луїса Наварро (вокал, гітара, синтезатор, драм-машини) та Джоеля Ніньо-молодшого (бас, синтезатор, вокал).
Гурт надихається музикою 1980-х років, зокрема жанрів готичний рок і пост-панк з елементами синті-попу та нової хвилі. Також вагомий вплив на творчість колективу справив Rock en español, особливо латиноамериканських груп, таких як Caifanes, Soda Stereo та Size.

## Історія
Гурт був заснований 2017 року. З самого початку гурт поєднував використання синтезаторів, таких як Roland JX-3P і Korg Poly-800, електрогітари, бас-гітари та власний вокал.
Twin Tribes випустили три альбоми: Shadows (2018), Ceremony (2019) і Altars (2021). У 2023 році вони випустили два сингли (Monolith, Cauldron of Thorns) в очікуванні альбому Pendulum, який вийде в 2024 році.
Їхній сингл «Fantasmas» зібрав більше мільйона переглядів на YouTube одразу після релізу та ще до того, як гурт  опублікував офіційне відео.

## Дискографія

### Студійні альбоми
- 2018 — Shadows
- 2019 — Ceremony
- 2021 — Altars
- 2024 — Pendulum

## Джерело
1. ↑  10 New Goth And Darkwave Bands Keeping The Spirit Alive | GRAMMY.com. grammy.com. Процитовано 17 квітня 2024.
2. ↑  Mortensa, Mala. 10 rising goth bands who will send you back to the ’80s darkwave era. Alternative Press Magazine (амер.). Процитовано 17 квітня 2024.
3. ↑  Twin Tribes – Manic Depression Records. www.manicdepression.fr.
4. ↑  Twin Tribes | Young & Cold Records. 3 квітня 2019.
5. ↑  Search: 6 results found for "twin tribes". Beso De Muerte.
6. 1 2 3  TucsonSentinel.com; Otero, Xavier Omar. For Twin Tribes, beauty is inherent in musical darkness. TucsonSentinel.com (амер.). Процитовано 16 січня 2024.
7. ↑  Leal, Jonathan (1 лютого 2020). “Wild Tongue: A New Record of Rio Grande Valley Expression”. Río Bravo: A Journal of the Borderlands (англ.). 24. ISSN 2640-9070.
8. ↑  post-punk.com (3 листопада 2023). A Dark Star Falls — Twin Tribes Debut Video for "Monolith" — Plus Announce New Album "Pendulum". Post-Punk.com (англ.). Процитовано 17 квітня 2024.